# Vérkhniaia Turà
Vérkhniaia Turà (en rus: Верхняя Тура) és una ciutat de l'óblast de Sverdlovsk, a Rússia, segons el cens del 2021 tenia 8.862 habitants.